# Isotta Fraschini Tipo 6 LMH-C
El Isotta Fraschini Tipo 6 Competizione LMH es un sport prototipo de monocasco cerrado construido por fabricante de automóviles de lujo Isotta Fraschini Milano para participar en la categoría Le Mans Hypercar del Campeonato Mundial de Resistencia de la FIA (WEC).

## Desarrollo
En mayo de 2022, se reveló que la marca italiana Isotta Fraschini había iniciado conversaciones con ACO y comenzó un estudio de diseño para un prototipo que cumpliera con la categoría Hypercar.
Dos meses después se informó sobre este proyecto indicando que el prototipo estaría en fase de construcción. Para acompañar esta noticia, también se dio como información que las empresas Williams Advanced Engineering (involucrada en el desarrollo aerodinámico y el diseño del prototipo) y Michelotto (involucrada en el diseño y construcción del prototipo) eran parte del proyecto.
En octubre se dio a conocer al público el primer visual del prototipo y se dio el mes de febrero de 2023 para la presentación del vehículo. El debut competitivo estaba previsto para las 6 Horas de Spa-Francorchamps de 2023.
En noviembre de 2022, se anunció una lista de socios técnicos para el proyecto. Esto incluye a Williams Advanced Engineering, ya mencionado antes en cuanto a aerodinámica y diseño, pero esta vez, en el papel de proveedor de baterías eléctricas, X-Trac para la caja de cambios, Multimatic Motorsports para los amortiguadores, Brembo para el frenado, Pankl para la transmisión y PWR para el sistema de refrigeración.
Al mes siguiente se lanzaron al público nuevas imágenes del prototipo. También se anunció que Claudio Berro, quien anteriormente trabajó para Ferrari, Fiat, Maserati e incluso Lotus, asumirá el cargo de director general del proyecto.

## Características técnicas
Durante las diversas comunicaciones sobre este proyecto, se había señalado que el Isotta Fraschini Tipo 6 Competizione LMH utilizaría un motor V6 Turbo a 90° que desarrolla 700 caballos de potencia. Aunque este motor es propiedad intelectual de Isotta Fraschini, fue desarrollado y construido por las empresas Michelotto y HWA AG.
El coche pesará 1030 kg como lo establece el reglamento de la categoría Hypercar. También se especificó que tendrá un motor eléctrico colocado en la parte delantera del automóvil, suministrado por Bosch, con su sistema de baterías suministrado por Williams Advanced Engineering, los mismos encargados, además, de la aerodinámica del automóvil.

## Historia
El 30 de diciembre de 2022 se anunció que Isotta Fraschini llegó a un acuerdo de colaboración técnica y deportiva con el equipo británico Vector Sport en el cual la estructura británica se hará cargo de administrar las unidades oficiales de la marca en el Campeonato Mundial de Resistencia de la FIA.
El 11 de enero de 2023 se hizo oficial la lista de inscriptos para la temporada 2023, en la lista de Hypercars Isotta Fraschini no figuraba en la lista al ser rechazada su solicitud de inscripción. A pesar de este varapalo, la marca lo tomó como una oportunidad de seguir probando su automóvil con la esperanza de hacer un programa carrera a carrera en 2023.
El 28 de febrero de 2023 presentaron el diseño final del coche. 
El Tipo 6 LMH Competizione ya está en su configuración completa y las intenciones para la temporada 2023 seguían siendo las de participar en el campeonato WEC 2023 en una fórmula “carrera por carrera”, tan pronto como el coche fuese homologado por la FIA.
El 11 de abril, Maurizio Mediani realizó el shakedown del coche en el autódromo de Vallelunga. Se hicieron 2 sesiones, siendo la de la tarde la primera en la que el Isotta Fraschini rodó con el sistema híbrido. Semanas más tarde, se unieron al programa de pruebas Jean Karl Vernay y Marco Bonanomi, realizando sucesivas sesiones de pruebas en circuitos como Monza, Imola, Paul Ricard o Aragón.
Durante las 6 horas de Monza, el hypercar y su versión “track day” rodaron en la pista minutos antes de la clasificación y la carrera. Estuvieron acompañados por una maqueta a escala 1/2 de la versión de carretera en el paddock.
A principios de agosto, Claudio Berro descartó definitivamente a los medios la posibilidad de correr en Baréin, ya que sería un problema logístico, coincidiendo con las cercanas fechas de la homologación. El fin de semana del 5-6, Isotta Fraschini realizaría 2 días de test en Monza, al que se unirían los pilotos de Vector Sport Ryan Cullen y Gabriel Aubry; y coincidirían en pista con el equipo BMW probando el M Hybrid V8 y Robin Frijns subiéndose al coche alemán por primera vez.
Alrededor del 10 de noviembre, aparecieron las primeras imágenes de la versión Strada en la calle, como acto de presentación. El coche realizó un trayecto idéntico al que otro de sus modelos hizo 90 años atrás en la Milano-Sanremo, en 1933, cuando Rosalinda Bianchi Anderloni ganó la Lady’s cup en un Isotta Fraschini 8A Torpedo. 
Isotta Fraschini es la 4.ª marca (todos LMH hasta ahora) en anunciar una versión de calle de su hypercar (después de Aston Martin, Glickenhaus y Vanwall), y va a ser el primer fabricante con versión de calle que compita en el WEC, ya que Aston llegará en 2025.
El 18 de noviembre, la marca anunció en redes sociales que el coche estaba listo para viajar al túnel de viento de la FIA para la homologación aerodinámica.
El 26 de noviembre, un día antes de que saliese la lista de inscritos, Vector Sport anunció la salida del proyecto de Isotta Fraschini, alegando que el fabricante italiano no había compartido información de los test con el equipo. Declaró además que solicitarían una plaza en la ELMS y que ya habían iniciado conversaciones con otro fabricante para 2025 (se rumorea que pueda ser Glickenhaus, Alfa Romeo o Hyundai).
Los primeros rumores apuntaban a que Duqueine llevaría las operaciones de Isotta en 2024.
El 27 de noviembre, se anunció la lista de inscritos de 2024. Isotta Fraschini salía aceptada con un coche con el número 11. Jean-Karl Vernay y Alejandro García correrán con el prototipo italiano, a la espera de confirmación de un tercer piloto.
Con este anuncio, Isotta Fraschini queda como el único fabricante pequeño/privado en la parrilla, tras la salida de Glickenhaus y el rechazo de la solicitud de Vanwall.
El mismo día 27, se confirma el acuerdo entre Isotta y Duqueine.
En enero de 2024, el Isotta Fraschini regresó a Milán después de haber completado la homologación. El Hypercar está listo para correr, a la espera del anuncio del tercer piloto (se prevé que sea Marco Bonanomi).
A principios de febrero, se anunciaron los 3 pilotos definitivos. A Jean-Karl Vernay se le unirían Antonio Seravalle y Carl Bennett.

### Temporada 2024
En la prueba inaugural del campeonato en Catar, el Isotta Fraschini empezó con una ligera desventaja con respecto a sus rivales, notándose ya desde los test de pretemporada. En la clasificación, Vernay puso al coche en última posición, 4 segundos por detrás de la pole. En la vuelta de calentamiento, el Tipo 6 se vio obligado a hacer un power cycle (reseteo), y salió detrás de todos los GT3. Vernay rápidamente adelantó a los GT y alcanzó rápidamente la cola del grupo de hypercar, siendo por momentos más rápido que el Lamborghini SC63. Pasada la mitad de la carrera, el coche fue retirado por un problema mecánico.
En Imola, el Isotta mejoró. Vernay consiguió un tiempo de 1:33, a 3 segundos de la pole. Saliendo de nuevo en última posición, Jean Karl se vio involucrado en un accidente múltiple en la primera curva con los dos Alpine, los dos Peugeot y el BMW 15. El coche continuó el primer stint con un trozo del Alpine A424 incrustado en el morro delantero. A pesar de ello, Vernay mostró ritmo de carrera en el Isotta, manteniendo a raya al Peugeot 94 y el Alpine 35. Carl Bennett tuvo varias salidas de pista por culpa de los neumáticos fríos y la llegada de la lluvia. El equipo terminaría en 17.ª posición a 14 vueltas del Toyota 7.
En Spa, el Isotta clasificó último a 3 segundos de la pole, pero saldría 18.º por la descalificación del Ferrari 50 tras hacer la pole. En la salida, Vernay aguantó la posición con el Ferrari, que terminaría adelantando al Tipo 6 en la primera vuelta. Se vivió un momento extraño en la carrera después de la bandera roja, ya que en la resalida, Bennett encabezó la parrilla a pesar de estar varias vueltas por debajo del líder. El coche terminó 15.º a 3 vueltas del Jota ganador.
En Sao Paulo, el Isotta vistió una decoración en rojo y partes en fibra de carbono para adaptarse al peso mínimo que le dictó el BoP. Vernay clasificó el coche de nuevo en última posición, pero a solo 1 segundo y medio de la pole. En la salida, Vernay volvió a adelantar a varios coches y se colocó 15.º. El Isotta abandonó en la 4.ª hora por un problema de motor causado por la reducción de peso que tuvo que soportar el coche para esta carrera.

#### 24 Horas de Le Mans 2024
En Le Mans, el Isotta Fraschini sorprendió a todo el mundo terminando la carrera en su primer intento y sin problemas de fiabilidad. En clasificación, Vernay colocó un 3:29:8 que le pondría de 23.º y último en Hypercar, siendo este tiempo el más lento de un LMH o LMDh en Le Mans. Terminó saliendo 22.º tras la descalificación del Toyota 7 por una bandera roja provocada por Kobayashi cuando venía para meterse en la hyperpole.
En carrera, Vernay volvió a realizar una gran salida, adelantando a casi 4 coches y manteniéndolos a raya durante casi toda la primera hora. Los stints de Bennett y Serravalle fueron impecables, claves para que el Isotta perdiese pocas vueltas y fuese adelantando a los rivales que quedaban fuera de carrera o sufrían problemas mecánicos. El coche terminó 14.º, por delante de los dos BMW, los dos Alpine, el AF Corse, el Porsche de la IMSA, el Proton, el Cadillac 3 y el 311 de Whelen. Quedaron a 9 vueltas del Ferrari 50. 
El Isotta Fraschini terminó Le Mans en su primer intento, mejorando el resultado de otros prototipos LMP1 como el OAK Pescarolo - Judd, los Dome - Judd, el Ginetta G60 LT P1, el Bykolles CLM P1/01, el Nissan GTR LM Nismo; y tampoco el Vanwall Vandervell 680 entre los hypercar.

### Pausa del programa
El 21 de agosto, Dailysportscar365 anunció el repentino abandono del equipo de la temporada del WEC 2024 y su no participación en las 3 restantes carreras, a pesar de que el coche estaba de camino a Austin para la siguiente ronda del campeonato. Se citaron como causas desavencias con Duqueine por incumplimiento del contrato. El CEO de la marca aseguró que una reestructuración del programa de carreras y la venta de coches de calle y track day eran los objetivos a cumplir. Sin embargo, la posibilidad de que Isotta Fraschini vuelva a la parrilla en 2025 es baja, dando lugar a 2 espacios en el WEC que pueden ser ocupados por más Porsche 963 de Proton, o la llegada de un nuevo fabricante a GT3 como podría ser Mercedes. 
De esta manera, se acaba el periplo de otro pequeño fabricante en el WEC, uniéndose Isotta Fraschini a la salida de Glickenhaus en 2023 por problemas financieros, y el rechazo de la FIA a Vanwall en 2024.

## Resultados

### Campeonato Mundial de Resistencia de la FIA
(Clave) (negrita indica pole position) (cursiva indica vuelta rápida)

| Año     | Equipo           | Clase    | Pilotos            | N.º | 1   | 2   | 3   | 4   | 5   | 6   | 7   | 8   | Puntos | Pos. |
| ------- | ---------------- | -------- | ------------------ | --- | --- | --- | --- | --- | --- | --- | --- | --- | ------ | ---- |
| 2024    | Isotta Fraschini | Hypercar |                    |     | QAT | IMO | SPA | LMS | SÃO | COA | FUJ | BHR | 0      | 9.º  |
| 2024    | Isotta Fraschini | Hypercar | Carl Bennett       | 11  | Ret | 17  | 15  | 14  | Ret | WD  |     |     | 0      | 9.º  |
| 2024    | Isotta Fraschini | Hypercar | Antonio Serravalle | 11  | Ret | 17  | 15  | 14  | Ret | WD  |     |     | 0      | 9.º  |
| 2024    | Isotta Fraschini | Hypercar | Jean-Karl Vernay   | 11  | Ret | 17  | 15  | 14  | Ret | WD  |     |     | 0      | 9.º  |
| Fuente: |                  |          |                    |     |     |     |     |     |     |     |     |     |        |      |